# Ролс (округ)
Округ Ролс (англ. Ralls County) — округ штата Миссури, США. Население округа на 2009 год составляло 9634 человека. Административный центр округа — город Нью-Лондон.

## История
Округ Ролс основан в 1821 году.

## География
Округ занимает площадь 1219.9 км2.

## Демография
Согласно оценке Бюро переписи населения США, в округе Ролс в 2009 году проживало 9634 человека. Плотность населения составляла 7.9 человек на квадратный километр.